# Верещагино (Киров)
 Верещагино — деревня в Кировской области. Входит в состав муниципального образования «Город Киров»

## География
Расположена на расстоянии примерно 7 км по прямой на север-северо-запад от железнодорожного вокзала Киров-Котласский недалеко от левого берега Вятки.

## История
Известна с 1671 года как деревня Хабаровская, в 1678  с2 дворами, в 1764 24 жителя, в 1802 5 дворов (починок Другой Хабаровской). В 1873 году здесь (деревня Хобыровская 2-я или Верещагины) дворов 7 и жителей 75, в 1905 (деревня Хобаровская 2-я или Верещагины) 20 и 130, в 1926 (Верещагины или Хабаровская 2-я) 25 и 116, в 1950 22 и 91, в 1989 47 жителей. Настоящее название утвердилось с 1939 года. Административно подчиняется Октябрьскому району города Киров.

## Население
Постоянное население составляло 39 человек (русские 100%) в 2002 году, 49 в 2010.